# Lepisorus mamas
Lepisorus mamas är en stensöteväxtart som beskrevs av Peter Hans Hovenkamp.
Lepisorus mamas ingår i släktet Lepisorus och familjen Polypodiaceae. Inga underarter finns listade i Catalogue of Life.